# Clear Lake (Indiana)
Clear Lake è un comune degli Stati Uniti d'America, situato nello Stato dell'Indiana, nella contea di Steuben.